# محمود بن محمد بن ملكشاه
مُغيث الدين أَبا القَاسم محمود بن محمد بن ملكشاه السَّلْجُوْقي أو محمود الثاني (1105م - 1131م) كان السلطان السلجوقي لبغداد خلفا لوالده محمد بن ملكشاه سنة 1118 ومع الوقت أصبح حاكم العراق وفارس، تميَّز حكم محمود الثاني بالفوضى والتمرد، وبدأت مرحلة جديدة من النزاعات الداخلية بين السلاجقة.
كَانَ محمود ذكيّاً فَطِناً، لَهُ مَعْرِفَةٌ بِالنَّحْوِ، وَمَيْل إِلَى العِلْم، وَنظر فِي التَّارِيْخ، مَدحه الحَيْصَ بَيْصَ، كَانَ عَمّه السُّلْطَان سَنجر أَعْلَى رُتبة مِنْهُ. وَسَلطَنوا بعدهُ أَخاهُ طُغْرُل، فَمَاتَ بعْد عاميْن، ثمّ تسَلطن أَخُوْهُمَا مسْعُوْد، وَطوَّل.

## سيرته
تميز عهده بالفوضى والتمردات، حيث ثار أخوه الأصغر مسعود عليه سنة 1120، وفي سنة 1129 أعطى السلطان إمارة الموصل لعماد الدين زنكي بعد أن ساعده في القضاء على تمرد ضده.
في بداية عهد محمود، غضب على الملك التابع لوالده گرشاسپ الثاني. فأرسل محمود قوة إلى مدينة يزد ألقت القبض على گرشاسپ وحبسه في إقليم الجبال، وأعطى يزد لساقيه. إلا أن گرشاسپ فر من السجن وعاد إلى يزد، حيث طلب الحماية من غريم السلطان محمود، أحمد سنجر، فزوجة گرشاسپ كانت شقيقة أحمد سنجر. وافق أحمد وتقدم بجيش إلى الغرب عام 1119، وقد تحالف معه خمسة ملوك، فهزم محمود وأجبر على التخلي عن مناطق إستراتيجية في شمال بلاد فارس.
خلال نمو الدولة الزنكية كانت حروب السلاجقة الداخلية لا تزال مستمرة فانهزم محمود من مسعود، وقتل الخليفة المسترشد عام 1135م أثناء محاربة مسعود مدافعًا عن محمود، وأصبح الراشد بالله خليفة من بعده، غير أن السلطان مسعود السلجوقي سرعان ما خلعه، فهرب الخليفة إلى أصفهان حيث قتل عام 1136م وأصبح المقتفي لأمر الله خليفة من بعده.

### العلاقات مع الإسماعيلية
قرر السلطان محمد إرسال قواته بقيادة شيرجير لمحاصرة القلاع حتى تدميرها، وبالفعل تمت محاصرة لامسار في 4 يونيو 1117م\511 هـ وقلعة ألموت في 13 يوليو وأقاموا المنجنيق. وما إن حلَّ شهر أبريل 1118م حتى كانوا قد أوشكوا على الاستيلاء على القلاع إلا أن الأنباء قد وصلت بوفاة السلطان محمد فتفرق الجند ونجا الإسماعيليون من الفناء. كان انسحاب جيش السلطان محمد وهو على وشك الانتصار سبباً لخيبة أملٍ شديدة عند أعداء الإسماعيليين، كما يبدو أن أنباء وفاة السلطان لم تكن وحدها السبب في هذا الانسحاب المتعجّل. إذ قد يكون هناك دور لعبه الوزير السلجوقي قوام الدين نصير الدرجازيني، ويُقال أنه كان إسماعيلياً في السر. وكان لهذا الوزير التأثير الكبير على السلطان محمود الثاني ابن السلطان المتوفي وخليفته ويقول برنارد لويس: «إنهُ هو الذي دبر انسحاب جيش شيرجير من ألموت وبذلك أنقذ الإسماعيليين في آخر لحظة، كما أنه حرّض السلطان الجديد محمود ضد شيرجير فألقى به في السجن وقتله، وقد أُتهم الدرجازيني بعد ذلك بالتآمر في عدة اغتيالات أخرى؛ مما جعل أصابع الشك تتجه إلى أنه لعب دوراً في وفاة السلطان محمد المفاجئة».
تميَّز حكم محمود الثاني بالفوضى والتمرد، وبدأت مرحلة جديدة من النزاعات الداخلية بين السلاجقة. وخلال هذه الفترة تغيرت طبيعة العلاقات بين الإسماعيلية والدول السُنيَّة، وأصبحت تميل إلى الهدوء والتسامح، وحصلوا على قدر كبير من الاعتراف السياسي. وظهرت الولايات والإمارات الإسماعيلية على شكل دول مستقلة، وشاركت في التحالفات والمنافسات المحلية.
كان وفاة زعيم الإسماعيليين حسن الصباح خبراً مفرحاً لجميع أعدائهم، الذين اعتقدوا أن وفاة حسن الصباح ستشكّل فرصة للهجوم على دولته وتدميرها. ففي عام 1126م -أي بعد مرور سنتين على خلافة بزرجميد- شنّ السلطان سنجار هجوماً على الإسماعيليين. وتجدر الإشارة إلى أن سنجر لم يهاجم الإسماعيليين منذ عام 1103م وربما ذلك لأنه دخل بنوع من الاتفاق معهم. ولكن يبدو أن شعور السلطان بالثقة المتزايدة وظنه بضعف الإسماعيليين تحت حكم حاكمهم الجديد يشكلّان تفسيراً كافياً لقرار الهجوم، وكان الوزير معين الدين كاشي من أكثر المتحمسين لاتخاذ أجراء عنيف ضد الخطر الإسماعيلي.
تمكّن السلاجقة من تحقيق انتصارات غير حاسمة في كلٍ من تارز وتوراى وقتلوا عشرات الآلاف من الإسماعيليين إلا أنها فشلت بشكل كبير في رودبار. لم يتأخر الإسماعيليون في الانتقام، حيث تمكن اثنان من الفدائيين من شقّ طريقهم إلى قصر الوزير معين الدين ليقتلاه في 16 مارس 1127م. كما استطاع الإسماعيليون من توسيع قوتهم في رودبار والاستيلاء على طلقان وتمكنوا من الإغارة على سيستان. وفي عام 1131م\525 هـ توفي الخليفة السلجوقي محمود الثاني لينشب النزاع المعتاد بين إخوانه وأبناءه على الحكم. وقد استطاع بعض الأمراء توريط الخليفة العباسي المسترشد في تحالف ضد السلطان مسعود أحد المتنازعين على الحكم في إيران. وفي عام 1139م\529 هـ وقع الخليفة ووزيره في أسر مسعود. وساق مسعود أسيره الكبير إلى مراغة، ولم يكن الإسماعيليون ليضيعوا مثل هذه الفرصة فتمكنوا بنجاح من اقتحام المعسكر واغتيال الخليفة العباسي المسترشد ووزيره.

### محمود ودبيس بن صدقة
ويذكر أن دبيس بن صدقة طلب من السلطان محمود بن محمد بن ملكشاه أن يرده إلى الحلة فاجابه إلى ذلك فعظم أمره. وقد عرف عنه أنه من المشاغبين الذين عاثوا فسادا في بغداد وما حولها وكان مسعود ابن السلطان محمد له الموصل وأذربيجان فكاتب دبيس بن صدقة جيوش بك أتابك مسعود يشير عليه بطلب السلطنة لمسعود ووعده دبيس بأن يسير إليه وينجده وكان غرض دبيس أن يوقع بين محمود ومسعود لينال دبيس علو المنزلة كما نالها أبوه صدقة بسبب وقوع الخلاف بين بركيارق وأخيه محمد بن ملكشاه.
وكان ذلك في عام 514هـ / 1121م فأجاب مسعود إلى ذلك وخطب لنفسه بالسلطنة وجمع عسكره وسار إلى أخيه محمود والتقوا عند عقبة أستراباذ منتصف ربيع الأول من هذه السنة واشتد القتال بينهم فانهزم مسعود وعسكره ولما انهزم مسعود اختفى في جبل وأرسل يطلب من أخيه محمود الأمان فبذله له وقدم مسعود إلى أخيه محمود فأمر محمود بخروج العسكر إلى تلقيه ولما التقيا اعتنقا وبكيا وبالغ محمود في الإحسان إلى أخيه مسعود وفي له ثم قسم جيوش بك أتابك مسعود على محمود فأحسن إليه أيضاً وأما دبيس بن صدقة فإنه لما بلغه انهزام مسعود أخذ في إفساد البلاد ونهبها وكاتبه محمود فلم يلتفت إليه. ثم أنه نهب جسر السلطان فركب السلطان بنفسه لقتاله واستصحب معه ألف سفينة ليعبر فيها، ولما قرب منه خرج دبيس عن الحلة والتجأ إلى أيلغازي بن أرتق صاحب ماردين، فأقام عنده سنة. ثم اتفق الحال على أن يرسل دبيس أخاه منصوراً رهينة ويعود إلى الحلة فأجيب إلى ذلك.
ويذكر أن دبيس التجأ إلى طغرل بن محمد بن ملكشاه عام 519هـ / 1126م وقد اتفقا على أخذ بغداد، فعلم الخليفة بذلك واستعد لهما، فمرض طغرل ولم يشترك بالمعركة. لذلك فقد التجأ طغرل ودبيس إلى الملك سنجر وسألاه العفو من الخليفة والسلطان محمود، أما دبيس فقد حبس في قلعة. حتى عام 522هـ / 1129م عندما تصالح السلطان محمود مع السلطان سنجر بعد خشونة وجفاء، فسلم سنجر دبيسا إلى السلطان محمود على أن يسترضي عنه الخليفة ويعزل زنكي عن الموصل ويعطيها لدبيس، إلا أن عماد الدين زنكي أقنع السلطان محمود بأهميته في ولاية الموصل، وذلك بإعطائه 100 ألف دينار كل سنة وهدايا وتحف، وللخليفة مثلها على أن لايولي دبيس شيئا وأن يستمر زنكي على عمله بالموصل، ثم سرت شائعة في ربيع الأول بان دبيس أقبل إلى بغداد في جيش كثيف، فأرسل الخليفة إلى السلطان محمود: لئن لم تكف دبيسا عن القدوم إلى بغداد، وإلا خرجنا إليه ونقضنا ما بيننا وبينك من المواثيق والعهود.
سار السلطان محمود إلى العراق، فلما سمع دبيس بذلك أرسل إليه هدايا جليلة المقدار وبذل ثلاثمائة حصان منعَّلة بالذهب ومائتي ألف دينار، ليرضى عنه السلطان والخليفة. فلم يجبه إلى ذلك، ووصل السلطان إلى بغداد في ذي القعدة، فلما تيقَّن دبيس وصوله رحل إلى البرية وقصد البصرة ونهبها، وأخذ منها أموالاً كثيراً وما للخليفة والسلطان هناك من الدخل، فسيَّر السلطان أثره عشرة آلاف فارس، فانهزم دبيس إلى البرية.

## الوفاة
توفي السلطان محمود بن محمد بهمذان، في شوَّال، سنَة 1131م / 525 هـ، وهو في سن 26 وتبع موته حرب أهلية بين ابنه داود وأخيه مسعود. وهو الذي حاصر بغداد طالبًا السلطنة وعاد عنها فأصابه سل وطال بهن فمات بباب همذان، فلما حضره الموت أمر العساكر فركبت وأحضر أمواله وجواهره وحظاياه ومماليكه فنظر إلى الجميع من طيارة تشرف على ما تحتها فلما رآه بكى وقال: هذه العساكر والأموال والمماليك والسراري ما أرى يدفعون عني مقدار ذرة ولا يزيدون في أجلي لحظة. وأمر بالجميع فرفع بعد وكان حليمًا كريمًا عاقلًا كثير التأني في أموره وكان له ولد صغير فسلمه إلى آق سنقر الأحمديلي وقال له: أنا أعلم أن العساكر لا تطيع مثل هذا الطفل وهو وديعة عندك فارحل به إلى بلادك.
فرحل إلى مراغة فلما مات اختلفت الأمراء فطائفة طلبوا ملكشاه أخاه وطائفة طلبوا سليمان شاه وهم الأكثر وطائفة طلبوا أرسلان الذي مع إيلدكز فإما ملكشاه فإنه سار من خوزستان ومعه دكلا صاحب فارسن وشملة التركماني وغيرهما فوصل إلى أصفهان فسلمها إليه ابن الخجندي وجمع له مالًا أنفقه عليه وأرسل إلى العساكر بهمذان يدعوهم إلى طاعته فلم يجيبوه لعدم الاتفاق بينهم ولأن أكثرهم كان يريد سليمان شاه.